# GPX5
GPX5 (англ. Glutathione peroxidase 5) – білок, який кодується однойменним геном, розташованим у людей на короткому плечі 6-ї хромосоми. Довжина поліпептидного ланцюга білка становить 221 амінокислот, а молекулярна маса — 25 202.
| 10         |  | 20         |  | 30         |  | 40         |  | 50         |
| ---------- |  | ---------- |  | ---------- |  | ---------- |  | ---------- |
| MTTQLRVVHL |  | LPLLLACFVQ |  | TSPKQEKMKM |  | DCHKDEKGTI |  | YDYEAIALNK |
| NEYVSFKQYV |  | GKHILFVNVA |  | TYCGLTAQYP |  | ELNALQEELK |  | PYGLVVLGFP |
| CNQFGKQEPG |  | DNKEILPGLK |  | YVRPGGGFVP |  | SFQLFEKGDV |  | NGEKEQKVFS |
| FLKHSCPHPS |  | EILGTFKSIS |  | WDPVKVHDIR |  | WNFEKFLVGP |  | DGIPVMRWSH |
| RATVSSVKTD |  | ILAYLKQFKT |  | K          |  |            |  |            |

A: Аланін

C: Цистеїн

D: Аспарагінова кислота

E: Глутамінова кислота

F: Фенілаланін

G: Гліцин

H: Гістидин

I: Ізолейцин

K: Лізин

L: Лейцин

M: Метіонін

N: Аспарагін

P: Пролін

Q: Глутамін

R: Аргінін

S: Серин

T: Треонін

V: Валін

W: Триптофан

Кодований геном білок за функціями належить до оксидоредуктаз, пероксидаз. 
Задіяний у такому біологічному процесі, як альтернативний сплайсинг. 
Секретований назовні.